# Incastrati
Incastrati è una serie televisiva italiana ideata e diretta dal duo comico siciliano Ficarra e Picone e prodotta da Tramp Limited. È stata distribuita sul servizio di streaming Netflix dal 1º gennaio 2022 al 2 marzo 2023.

## Trama
Valentino e Salvo sono due sfortunati tecnici TV che si ritrovano per caso sulla scena di un delitto. Per evitare di essere sospettati, sfruttano la loro conoscenza di serie TV poliziesche per ripulire la scena e andarsene indisturbati. Purtroppo per loro, il piano subisce alcuni intoppi: dei testimoni di Geova scambiano Valentino per il proprietario di casa, la stessa vittima si scopre essere l'amante della moglie di Salvo (Ester, dando così, ai due, un potenziale movente per l'omicidio) oltre che essere un mafioso recentemente pentitosi. Come se non bastasse, Valentino comincia a frequentare Agata, sua compagna di classe ai tempi della scuola, diventata di recente vicequestore del locale comando di polizia, la stessa a cui Alberto Gambino (la vittima) si era rivolta per patteggiare il pentimento.
I due sono ora seguiti con attenzione dalla mafia (riconoscente per aver eliminato Gambino e chiedendo che Salvo uccida anche la moglie che, in quanto amante della vittima, potrebbe essere a conoscenza di qualcosa), da Agata (che non sa che sta frequentando un possibile killer ma è comunque a capo delle indagini) e la moglie stessa di Salvo (che, tra l'altro, è anche sorella di Valentino) unitamente alla invasiva madre di Ester e Valentino che mai ha accettato Salvo. Per sfuggire alle conseguenze degli eventi dovranno sempre inventarsi delle nuove scappatoie per evitare le varie parti e salvare Ester.
I due protagonisti, tempo dopo i fatti, mentre rimuginano su quanto accaduto, incontrano il boss e lo scagnozzo in una strada di campagna. La cosca di Padre Santissimo, anche grazie all'aiuto dei due, viene quasi completamente sgominata al netto dello stesso boss (che si scoprirà essere il portiere del palazzo in cui Gambino è stato ucciso) e al suo braccio destro Tonino Macaluso.

## Episodi
| Stagione         | Episodi | Pubblicazione |
| ---------------- | ------- | ------------- |
| Prima stagione   | 6       | 2022          |
| Seconda stagione | 6       | 2023          |

## Personaggi e interpreti

### Personaggi principali
- Salvo (stagioni 1-2), interpretato da Salvatore Ficarra. È il marito di Ester, cognato di Valentino e genero di Antonietta.
- Valentino (stagioni 1-2), interpretato da Valentino Picone. È il figlio di Antonietta, fratello di Ester, fidanzato di Agata e cognato di Salvo.
- Agata Scalia (stagioni 1-2), interpretata da Marianna Di Martino. È il procuratore di polizia, madre di Roberto, conosciuto come Robertino e fidanzata di Valentino.
- Ester (stagioni 1-2), interpretata da Anna Favella. È la figlia di Antonietta, sorella di Valentino e moglie di Salvo.
- Procuratore Nicolosi (stagioni 1-2), interpretato da Leo Gullotta. È un collega di Agata.
- Sergione (stagioni 1-2), interpretato da Sergio Friscia. È un giornalista ed è un ex compagno di scuola e amico di Salvo e Valentino.
- Tonino Cosa inutile Macaluso (stagioni 1-2), interpretato da Tony Sperandeo. È un boss mafioso.
- Padre Santissimo Martorana (stagioni 1-2), interpretato da Maurizio Marchetti. È un boss mafioso.
- Vicequestore Lo Russo (stagioni 1-2), interpretato da Filippo Luna. È un collega di Agata, il quale viene arrestato dopo aver ucciso Alberto Gambino e i due muratori.
- Don Lorenzo Primosale (stagioni 1-2), interpretato da Domenico Centamore.
- Alberto Gambino (stagioni 1-2), interpretato da Sasà Salvaggio. È un mafioso che inizia a collaborare con Agata che lavora come vicequestore, prima che possa rivelare i nomi di troppe persone coinvolte il vicequestore corrotto Lo Russo lo uccide nella vasca da bagno. Della sua morte verranno accusati Salvo e Valentino, poiché Ester aveva tradito Salvo con Alberto.
- Antonietta (stagioni 1-2), interpretata da Mary Cipolla. È la madre di Valentino e Ester e suocera di Salvo.
- Picciotto Signorino (stagioni 1-2), interpretato da Fabio Agnello.
- Picciotto Geppetto (stagioni 1-2), interpretato da Giovanni Furnari.
- Picciotto Scienziato (stagioni 1-2), interpretato da Fabrizio Pizzuto.
- Picciotto Stoccafisso (stagioni 1-2), interpretato da Valentino Pizzuto.
- Camilla (stagioni 1-2), interpretata da Rossella Leone.
- Pio (stagioni 1-2), interpretato da Ciro Chimento.
- Crisafulli (stagioni 1-2), interpretato da Alessio Barone.
- Spadaro (stagioni 1-2), interpretato da Carlo Calderone.
- Giacalone (stagioni 1-2), interpretata da Simona Taormina.

### Personaggi secondari
- Tommaso (stagioni 1-2), interpretato da Totino La Mantia. È un muratore che insieme a Pinuccio stava curiosando sull'assassinio di Alberto Gambino ma il procuratore Lo Russo li uccide entrambi.
- Pinuccio (stagioni 1-2), interpretato da Toti Mancuso. È un muratore che insieme a Tommasino stava curiosando sull'assassinio di Alberto Gambino ma il procuratore Lo Russo li uccide entrambi.
- Frate Armando (stagione 1), interpretato da Gino Carista.
- Ugo (stagione 2), interpretato da Giuseppe Passarello.
- Roberto Robertino Scalia (stagione 2), interpretato da Luca Morello. È il figlio di Agata.
- Ispettore Jackson (stagioni 1-2), interpretato da Howard Ray.
- Elena (stagione 2), interpretata da Francesca Manzini.
- Dottor Tantillo (stagione 2), interpretato da Gino Astorina. È il dottore che cura Padre Santissimo, dopo che viene investito da Salvo e Valentino.
- Picciotto Filoncino (stagione 2), interpretato da Carmelo Caccamo.
- Picciotto Picasso (stagione 2), interpretato da Vincenzo Cefalù.
- Bellomo (stagione 2), interpretato da Matteo Contino.
- Agente John (stagione 2), interpretato da Ivo Romagnoli.
- Agente Megan (stagione 2), interpretata da Lem Teku.
- Il Messicano (stagione 2), interpretato da Andrea Sasso. È un boss mafioso.
- Signora Graziella (stagione 2), interpretata da Agostina Somma.
- Signor Filippo (stagione 2), interpretato da Mauro Spitaleri.

## Produzione
Il 23 aprile 2021 Netflix la produzione della serie ha ufficializzato la realizzazione della serie con protagonisti Ficarra e Picone. Dal 1º gennaio 2022 è disponibile sulla piattaforma Netflix, mentre dal 27 dello stesso mese è disponibile in 190 paesi nel mondo. Il 28 gennaio 2022, tramite un annuncio su Twitter, Netflix ha rivelato di aver rinnovato la serie per una seconda stagione.
Intervistati prima dell'uscita della seconda stagione, il duo comico ha confermato che la storia di Incastrati si conclude con la seconda stagione.

### Riprese
Le riprese della prima stagione sono iniziate il 26 aprile 2021 per un totale di dieci settimane ed è stata girata in Sicilia: in particolare a Palermo e a Sciacca, mentre altre riprese sono state realizzate tra i territori collinari di Piana degli Albanesi, Monreale, San Cipirello e l'Abbazia di Santa Maria del Bosco a Contessa Entellina e le cornici marine di Castellammare del Golfo, Scopello e Balata di Baida. Le riprese della seconda stagione sono state effettuate dal 6 al 29 maggio 2022, sempre a Palermo.

## Distribuzione
La serie ha debuttato su Netflix il 1º gennaio 2022 con la prima stagione, seguita dalla seconda il 2 marzo 2023. È stata trasmessa in chiaro su Canale 5 il 7 e l'8 dicembre 2022 con la prima stagione, seguita dalla seconda il 26 e il 28 marzo 2024.

## Accoglienza

### Critica
Secondo la testata Today: Il bello di questa serie è che intrattiene, fa ridere, tiene sempre l'attenzione alta con i suoi innumerevoli colpi di scena, ha una fotografia dai colori sgargianti che solo il paesaggio siciliano poteva regalare e permette a chiunque di staccare la testa dalla realtà ed entrare in un mondo di finzione piacevolissimo in cui passare qualche ora del proprio tempo.

## Riconoscimenti
- Nastri d'argento - Grandi Serie
  - 2023 – Candidatura alla miglior serie TV - Commedia[21]